# Hossain Mohammad Ershad
 (mars 2020).
Si vous disposez d'ouvrages ou d'articles de référence ou si vous connaissez des sites web de qualité traitant du thème abordé ici, merci de compléter l'article en donnant les références utiles à sa vérifiabilité et en les liant à la section « Notes et références ».
Hossain Mohammad Ershad (en bengali : হুসেইন মুহাম্মদ এরশাদ), né le 1er février 1930 à Rangpur (Inde britannique) et mort le 14 juillet 2019 à Dacca (Bangladesh), est un homme d'État bangladais, président de la République de 1983 à 1990.

## Biographie
Ershad est né en 1930 à Mokbul Hossain et Mazida Khatun, dans la ville de Dinhata, district de Coochbehar, division de Jalpaiguri, dans l'État de West Bangla, Inde. Mokbul a été ministre du Maharaja de Cooch Behar à l'époque. Ershad est l'un des 9 frères et sœurs, dont GM Quader et Mozammel Hossain Lalu. Ses parents ont émigré de Dinhata vers le Pakistan oriental en 1948 après la partition Inde-Pakistan. 
Ershad a étudié au Carmichael College de Rangpur. Il a ensuite obtenu son diplôme de l'université de Dacca en 1950 et a été engagé dans l'armée pakistanaise en 1952 par l'école de formation des officiers à Kohat. Il était adjudant au dépôt du régiment du Bengale oriental à Chittagong. Il a suivi des cours avancés au Collège de commandement et d'état-major à Quetta en 1966. Après avoir servi dans une brigade à Sialkot, il a été nommé commandant du 3e régiment du Bengale oriental en 1969 et du 7e régiment du Bengale oriental en 1971.
Auparavant, il était chef d'état-major de l'Armée bangladaise, puis administrateur en chef de la loi martiale en 1982. Il est récipiendaire du prix Global 500 de l'ONU.
Il meurt le 14 juillet 2019 dans un hôpital de Dacca à l'âge de 89 ans.